# Lucy R. Lippard
Lucy R. Lippard   (Nova York, 14 d'abril de 1937) és una crítica d'art, activista cultural i conservadora museística estatunidenca. Va ser una de les primeres autores a proposar el concepte de la desmaterialització en l'art conceptual i una de les primeres defensores de l'art feminista. Va ser membre fundador de l'Art Workers Coalition, i va significar-se profundament en els moviments de protesta antibèl·lics i de reivindicació feminista.
És autora d'una vintena de llibres sobre art contemporani, referència essencial per a la comprensió de les manifestacions artístiques des dels anys seixanta, i ha rebut diversos premis de la crítica literària i associacions d'historiadors de l'art.

## Obres
- Get the Message? A Decade of Art for Social Change (1984)[1]
- Issue: Social Strategies by Women Artists (1980), assaig per a l'exposició realitzada a l'ICA de Londres
- Six Years. The Dematerialization of the Art Object from 1966 to 1972 (1973)